# 中村和彦 (映画監督)
中村和彦（なかむら かずひこ、1960年 - ）は、日本の映画監督である。

## 経歴
福岡県大牟田市出身。福岡県立三池高等学校卒業。早稲田大学第一文学部東洋史専攻在学中に助監督を経験、そのまま映画の路に進み大学を中退。池田敏春、森安建雄、細野辰興、望月六郎、石井隆等の助監督、奥田瑛二の監督補等につく。
2002年に『棒-Bastoni-』で劇場用映画監督デビュー。その後サッカー日本代表のオフィシャルドキュメンタリーDVD『日本代表激闘録』シリーズ（2004〜2017）のディレクターを担当しつつ、2007年に知的障害者サッカー日本代表チームのドキュメンタリー映画『プライド in ブルー』（文化庁映画賞優秀賞受賞）を発表。以降もスポーツドキュメンタリー映画を製作し、2010年にはろう者サッカー女子日本代表を描いた『アイ・コンタクト もう1つのなでしこジャパン ろう者女子サッカー』（第27回山路ふみ子映画福祉賞受賞）を、2019年には電動車椅子サッカーの選手たちを追った『蹴る』を公開。
作品製作にあたっては、取材対象を深く理解するために実践的なリサーチを敢行する。『アイ・コンタクト』から取り組み始めた手話は、簡単な通訳や自ら手話舞台挨拶ができるレベルにまで上達し、『蹴る』の製作中に介護職員初任者研修を受講し、3年間ほど、筋ジストロフィーや脊髄損傷、脳性麻痺者の介助に従事し、食事、排泄、入浴、就寝、寝返り介助等を行うことで、登場人物たちの医学面、社会面、心理面の理解に努めた。
短編ドキュメンタリー作品として監督し2016年に公開した東日本大震災復興支援映画『MARCH』はInternational Filmmaker Festival of World Cinema LONDON最優秀外国語ドキュメンタリー賞、ニース国際映画祭外国語ドキュメンタリー映画最優秀監督賞を受賞している。

## フィルモグラフィー

### 劇場用映画 監督作品
- 棒-Bastoni-（2002年）
- プライド in ブルー（2007年）
- アイ・コンタクト もう1つのなでしこジャパン ろう者女子サッカー（2010年）
- MARCH（2016年）
- 蹴る（2018年）

### DVD ディレクター作品
サッカー 日本代表
- 日本代表激闘録 アジアカップ 中国 2004 V2(2004年)
- 日本代表激闘録 2006FIFAワールドカップドイツ アジア地区最終予選グループB PART.1(2005年)
- 日本代表激闘録 2006FIFAワールドカップドイツ アジア地区最終予選グループB PART.2(2005年)
- 日本代表激闘録 AFCアジアカップ2007 INDONESIA MALAYSIA THAILAND VIETNAM ~オシム・ジャパン進化論~(2007年)
- 日本代表激闘録 2010FIFAワールドカップ南アフリカ アジア地区最終予選(2009年)
- 日本代表激闘録 AFCアジアカップ カタール2011(2011年)
- 日本代表激闘録 2014FIFAワールドカップブラジルアジア地区最終予選(2013年)
- 日本代表激闘録 アジア最終予選 ROAD TO RUSSIA(2017年)

サッカー オリンピック予選
- U-22 日本代表激闘録 北京オリンピック2008 男子サッカーアジア地区予選(2008年)
- 日本代表激闘録 U－23日本代表&なでしこジャパン ロンドンオリンピック2012 サッカーアジア地区最終予選(2012年)
- U－23日本代表激闘録 AFC U－23選手権カタール2016(リオデジャネイロオリンピック2016・アジア最終予選)(2016年)

サッカークラブチーム
- 浦和レッドダイヤモンズ栄光への軌跡AFCチャンピオンズリーグ2007(2008年)
- ガンバ大阪 栄光への軌跡 AFCチャンピオンズリーグ2008(2009年)

野球
- ワールドベースボールクラシック日本代表V2への軌跡(2009年)

### その他映像作品
- ある朝パニック（テレビドラマ 関西テレビ・1993年）
- 足を舐める男（ビデオシネマ 1997年）
- STOP! 精神科病棟転換型居住系施設 やれば、できるさ！(DVD 2015年）

### 書籍
- アイ・コンタクト（岩波書店 2011年）

## 受賞
- 2007年 - 文化庁映画賞 - 優秀賞（『プライド in ブルー』）
- 2010年 - 第27回山路ふみ子映画賞 - 福祉賞 （『アイ・コンタクト もう1つのなでしこジャパン ろう者女子サッカー』）
- 2017年 - International Filmmaker Festival of World Cinema LONDON - 最優秀外国語ドキュメンタリー賞 （『MARCH』）
- 2017年 - ニース国際映画祭 - 外国語ドキュメンタリー映画最優秀監督賞（『MARCH』）